# Autostrada A12 (Franța)
În Franța, autostrada A12, cunoscută anterior ca autostrada Bretagne, este o autostradă de eliberare a traficului din Paris, situată în departamentul Yvelines. Aceasta se desprinde de autostrada Normandiei (A13) la Triunghiul de autostrăzi Rocquencourt, situat pe teritoriul comunelor Bailly și Le Chesnay-Rocquencourt, și se conectează la RN 12 și RN 10 în apropiere de Bois-d'Arcy. Autostrada are o lungime totală de 8 km.

## Istoric
Autostrada A12 este una dintre primele autostrăzi franceze: a fost dată în folosință în 1950. Nu a fost extinsă de la construcția sa, ceea ce o face cea mai veche autostradă franceză care a rămas neschimbată în ceea ce privește traseul.
Istoria sa începe în 1934, odată cu publicarea Planului Prost, care prevedea, printre altele, o rețea deja densă de autostrăzi în regiunea pariziană. A12 era numită atunci „autostrada Bretagne” în referință la RN 12, situată în apropiere și care o continuă în această direcție.
Construcția sa a început în 1936, odată cu primele defrișări în zona triunghiului de autostrăzi Rocquencourt. Cu toate acestea, lucrările s-au oprit puțin înainte de 1939, fiind realizate doar lucrările majore de infrastructură (nivelările terenului). Lucrările au fost reluate după război și au continuat până în 1950.
Autostrada a suferit de atunci doar modificări minore: acoperirea unui tronson în Saint-Cyr-l'École și lărgirea carosabilului la 4+3 benzi.
Pe această autostradă a fost instalat unul dintre primele radare automate, în departamentul Yvelines.
În vara anului 2017, au fost inițiate lucrări pentru crearea unei benzi dedicate autobuzelor pe sensul provincie-Paris. Această bandă, cu o lungime de 3,5 km, începe la nord de tunelul Fleury și se termină la nivelul intersecției A12/A13. A fost dată în folosință pe 21 septembrie 2018.

## Traseu
| De la A13 până la RN10; secțiune gratuită, neconcesionată, gestionată de DIR Île-de-France. | |             |
| Intersecție                                                                                 | Nod rutier între A13 și A12: Rouen, Poissy; A86 (Nanterre), Paris. | A13 A86 E05 |
| 6 - Le Chesnay                                                                              | Orașe deservite: Rueil-Malmaison, Saint-Germain-en-Laye, Marly-le-Roi, La Celle-Saint-Cloud, Le Chesnay.                                                                                         | RN186       |
| A12                                                                                         | |             |
|                                                                                             | Limitare la 130 km/h (sens Trappes > Paris). |             |
|                                                                                             | Limitare la 130 km/h (în ambele sensuri). |             |
|                                                                                             | Tunelul Fontenay. |             |
| 7 - Bois-d'Arcy                                                                             | Orașe deservite: Bois-d'Arcy, Saint-Cyr-l'École (nod rutier parțial). | RD128       |
| Intersecție                                                                                 | Nod rutier între RN12 și A12: Dreux, Élancourt; A6 (Lyon), A86 (Créteil), Paris-Porte de Châtillon, Évry, Versailles, Versailles-Satory, Voisins-le-Bretonneux, Guyancourt (nod rutier parțial). | RN12 A6 A86 |
| 8 - Saint-Quentin-en-Yvelines                                                               | Orașe deservite: Montigny-le-Bretonneux, Montigny-le-Bretonneux-Le Pas du Lac (nod rutier parțial).                                                                                              |             |
| A12                                                                                         | |             |